# 孟節
孟 節（もう せつ）は、中国の通俗歴史小説『三国志演義』に登場する架空の人物。
第八十九回で南蛮王・孟獲の兄として登場する。
両親の死後、物欲の盛んな弟達に嫌気がさし、王城を離れ在野の士となる。万安渓（ばんあんけい）という谷で「万安隠者」と名乗り、数十年隠棲していた。
蜀の南蛮征圧の際に、王平の部隊が唖泉の毒にかかると、諸葛亮は山の神の助言で万安渓の草庵を訪れる。南征を聞き及んでいた孟節は竹冠、白袍に黒帯、碧眼白髪といった出で立ちで出迎え、毒の治療に安楽泉を案内した。また、蛮洞での水の入手法や瘴気除けの「薤葉芸香」を分け与えた。
その後、（孟獲の兄と知った）諸葛亮から南蛮の王になること薦められると断り、金帛も受け取らなかった。
NHK『人形劇 三国志』でも、毒泉や瘴気に苦しむ蜀軍に解毒の方法などを教える人物として登場するが、その後伏波将軍・馬援の碑の前で、実は孟節は玄徳の化身だったということが、玄徳の霊から孔明に告げられるというストーリーが付け加えられている。